# Juan Chico
Albino Juan Oscar Chico (Colonia Aborigen Napalpí, 1977-Resistencia, 2021) fue un escritor, poeta, investigador, historiador, director y productor de documentales y docente del pueblo qom (Toba) que fundó en 2015 la Fundación Napalpí, de la que fue presidente hasta su muerte por COVID-19 en Resistencia, en el año 2021. A través de la Fundación, Chico buscó asistir a la búsqueda de la verdad acerca de la Masacre de Napalpí que llevó a un juicio por la verdad culminado en mayo de 2022 con un veredicto que reconoció la responsabilidad del Estado en la misma.

## Biografía
Albino Juan Oscar Chico nació en Napalpí en 1977. En 2007 trabajó como albañil, Trabajó como docente en la Escuela Bilingüe Intercultural “Cacique Pelayo”. Trabajó en el Instituto de CUltura de la Provincia del Chaco desde 2007. En 2015 creó la Fundación Napalpí. Fue coordinador a cargo del Programa de Cultura de los Pueblos Originarios y del Departamento de Cine Indígena de la Dirección de Cine y Espacio Audiovisual (o DCEA, que desde 2015 se llamaría Departamento de Cine, Audiovisuales y Artes Digitales o DCAAD) ambos espacios pertenecientes al Instituto de Cultura del Chaco, del que fue vicepresidente en el año 2019. Funcionó como referente qom y vocero de la Coordinadora de la Comunicación Audiovisual Indígena en Argentina (CCAIA), quien lo invitaría a ocupar el cargo de director de  Tierras y  Registro Nacional de Comunidades Indígenas del Instituto Nacional de Asuntos Indígenas (INAI) en el 2020 y hasta su muerte en 2021, cuando falleció por COVID-19.

## Premios y reconocimientos
Recibió el premio de Derechos Humanos Amanda Mayor de Piérola en el año 2018.

## Obras

### Libros, cuentos y poemas
- Napa’lpí. La voz de la sangre (2008)[16][9]
- Los Qom de Chaco en la Guerra de Malvinas. Una herida abierta (2015)[17]
- La niña de cabellitos largos (2015)[18]
- Lenguaje. Poesía en idiomas indígenas americanos (2015)[19]
- Las voces de Napalpí (2016)[20]

### Cortos y documentales
- Director y productor del corto audiovisual "La alegría de vivir" (entrevista a la última sobreviviente de la Masacre de Napalpí, 2008)[21][22][9]
- Coproductor de la película indígena “Nación oculta en los meteoritos”[21][22]
- Director y productor del corto “Balquinta, último sobreviviente de la masacre de Napalpí” (2012)[21][22]
- Director y productor de los micros audiovisuales “los indígenas en las Malvinas”[21][22]